# Torngrundet
Torngrundet är ett skär i Åland (Finland). Det ligger i Skärgårdshavet och i kommunerna Sottunga och Kökar i landskapet Åland, i den sydvästra delen av landet. Ön ligger omkring 47 kilometer öster om Mariehamn och omkring 230 kilometer väster om Helsingfors.
Öns area är 2,7 hektar och dess största längd är 280 meter i sydväst-nordöstlig riktning. Trakten är glest befolkad. Närmaste större samhälle är Föglö, 19,8 km väster om Torngrundet.